# Galaxy Express 999: Eternal Fantasy
Galaxy Express 999: Eternal Fantasy (銀河鉄道999 エターナルファンタジー?) è un film d'animazione  del 1998 diretto Kônosuke Uda.
Il film, su soggetto originale di Leiji Matsumoto e prodotto dalla Toei Animation, è un preludio del secondo viaggio, la trasposizione del solo primo volume su sette della serie Eternal scritti da Matsumoto.
In origine erano previsti altri due film della serie, ma visto lo scarso successo del primo gli altri non furono mai realizzati, anche la serie Eternal editoriale non ha un finale vero e proprio, lasciando di fatto aperto il racconto .

## Trama
Un anno dopo la morte della regina Andromeda, tutti gli esseri meccanici presenti sulla Terra perdono la vita e di seguito un signore oscuro si reca sul pianeta ed introduce lentamente una nuova politica grazie alla quale le persone possono vivere in prosperità senza il bisogno di dover lavorare. 
Tuttavia, la  popolazione del pianeta Terra  vive una perenne insoddisfazione causata dal senso di noia che gli affligge, di fatto nessuno ha un vero è proprio scopo nella vita e non avere una propria collocazione nella società risulta deleterio per la natura umana.Il sovrano di conseguenza opta per sopprimere tutti gli abitanti della terra, dopo circa un anno le persone vengono trasformate in esseri meccanici, perdendo interesse per qualsiasi cosa, disprezzano la natura e tutto ciò che è legato ad essa.Tutte le principali megalopoli della Terra vengono divise in due livelli: uno superiore in cui tutti possono vivere secondo i dettami del signore oscuro, e un altro inferiore dove vengono esiliati i rivoltosi e gli oppositori del tiranno (tra cui Tetsurô).
Quando questi sta per essere giustiziato, il Galaxy Express 999 con a bordo a Maetel, irrompe in tribunale salvando il ragazzo. Tetsurô parte in un viaggio verso una galassia al centro dell'uniiverso.Durante il viaggio Maetel restituisce a Tetsuro la Cosmo Dragoon e gli rivela che l'oscuro sovrano, assieme al suo impero meccanico, ha intenzione di rendere schiavi tutti gli esseri che si opporranno al suo volere, a bordo Tetsuro conosce Kanon un'entità sintetica umanoide che è la nuova interfaccia del treno utilizzata per comunicare con i passeggeri, dalle sembianze femminili Kanon è molto cordiale e socievole e spiega al ragazzo alcune caratteristiche del treno, ritrova anche Claire, la ragazza di cristallo che si sacrificò per salvare Tetsuro durante il primo viaggio, è stata ricostruita dall'entita dove il G.E.999 è diretto.
Il Galaxy Express transita sopra Plutone ,Maetel piange, sola nel vagone di coda, il suo corpo si trova ancora sotto il ghiaccio del cimitero del pianeta, un flashback gli ricorda il suo triste e straziante legame con la madre.
Il G.E.999 viene inseguito fino al pianeta "Anello luminoso delle lucciole" dall'astronave di Helmazaria dove quest'ultima ha uno scontro con Tetsuro che termina con un nulla di fatto e subito dopo la partenza del G.E 999 il pianeta viene distrutto dall'astronave di Helmazaria uccidendo Iselle e suo padre, i proprietari di una Locanda che aveva ospitato Maetel e Tetsuro, gli unici abitanti del pianeta Anello luminoso delle lucciole.
Successivamente l'astronave di Helmazaria attacca il Galaxy Express che si trova in una situazione precaria in quanto impegnato ad evitare i detriti dovuti all'esplosione del pianeta, in loro soccorso arriva Capitan Harlock a bordo dell'Arcadia che con i suoi cannoni distrugge i detriti che puntano sul Galaxy Express 999, in seguito l'Arcadia metterà fuori combattimento anche l'astronave nemica ma Helmazaria riesce a salire sul G.E. 999 e sfida nuovamente Tetsuro in uno scontro a colpi di pistola, ma questa volta anche se ferito il ragazzo vince il duello. Helmazaria capisce che non ha più speranze e scompare lanciandosi dal treno .
Il conducente avverte i passeggeri che il sole è prossimo al collasso e cancellerà il sistema solare, la Terra sarà distrutta, la comunicazione è arrivata tramite il Dipartimento delle ferrovie spaziali.
Dopo un iniziale sgomento generale gli animi si riprendono, il G.E. 999 privato di diversi vagoni, persi durante gli scontri, con a bordo Tetsuro, Maetel, il conducente, Claire e la gatta Mi-Kun, fa rotta verso il pianeta Grande Tecnologia, seguito dall'Arcadia, dalla Queen Emeraldas e dalla corazzata Yamato.